# Landviks kommun
Landviks kommun (norska: Landvik kommune) var en kommun i Aust-Agder fylke i södra Norge. Byn Roresand utgjorde kommunens centralort.

## Administrativ historik
Landviks kommun upprättades den 1 januari 1838 (som Landvig formannskapsdistrikt) när Formannskapslovene från 1837 trädde i kraft. Kommunen omfattade då ett område i den västra delen av nuvarande Grimstads kommun (Landviks socken).
Den 1 januari 1883 överfördes ett obebott område (fastigheten Tolleholmen) från Birkenes kommun till Landviks kommun.
Den 1 januari 1962 gick huvuddelen av Eide kommun samt en mindre del av Øyestads kommun (fastigheten Salvestjenn) upp i Landviks kommun. Kommunen ökade då från 1 929 invånare före sammanslagningen till 2 433 invånare efter. Den omfattade därefter den västra delen av nuvarande Grimstads kommun (Landviks och Eide socknar).
Den 1 januari 1971 gick Landviks kommun, tillsammans med Fjære kommun, upp i Grimstads kommun. Kommunens hade då 2 781 invånare.

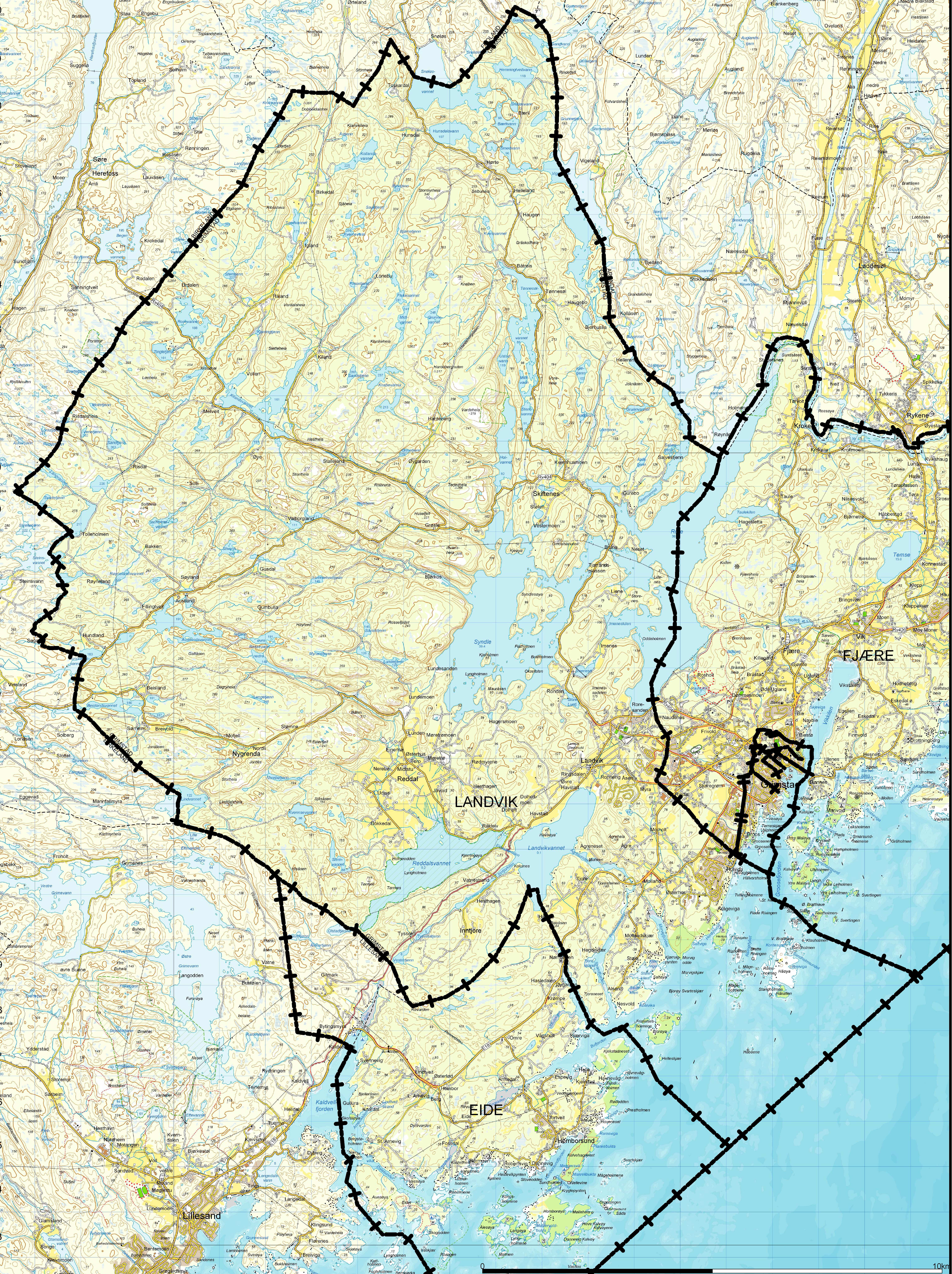
Karta över den tidigare kommunen, inklusive området som överfördes från Øyestads kommun 1962. Samtidigt gick också huvuddelen av dåvarande Eide kommun (i söder) upp i Landviks kommun. Området utgör idag en del av Grimstads kommun.
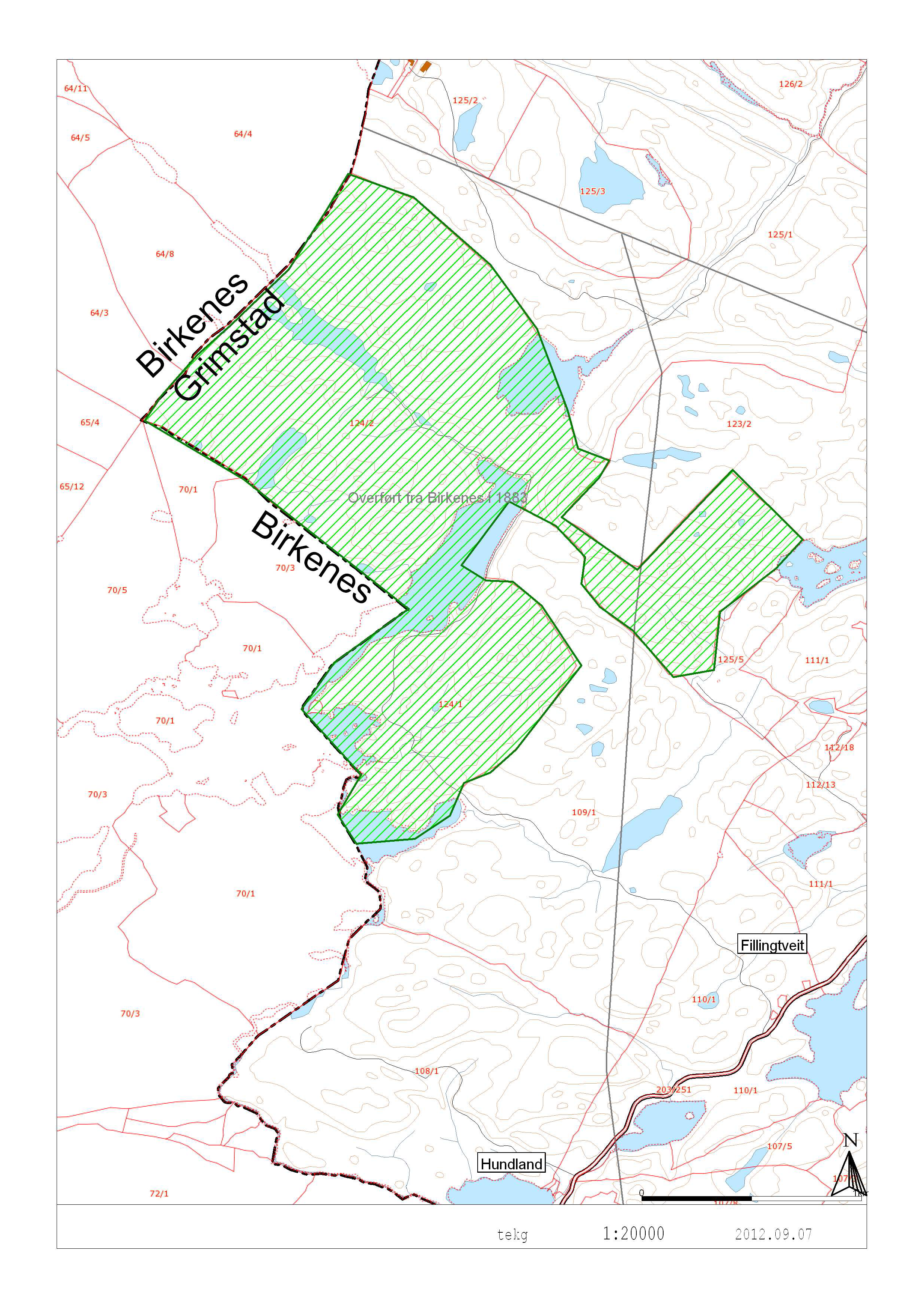
Det obebodda området (Tolleholmen) som 1883 överfördes från Birkenes kommun till Landviks kommun.
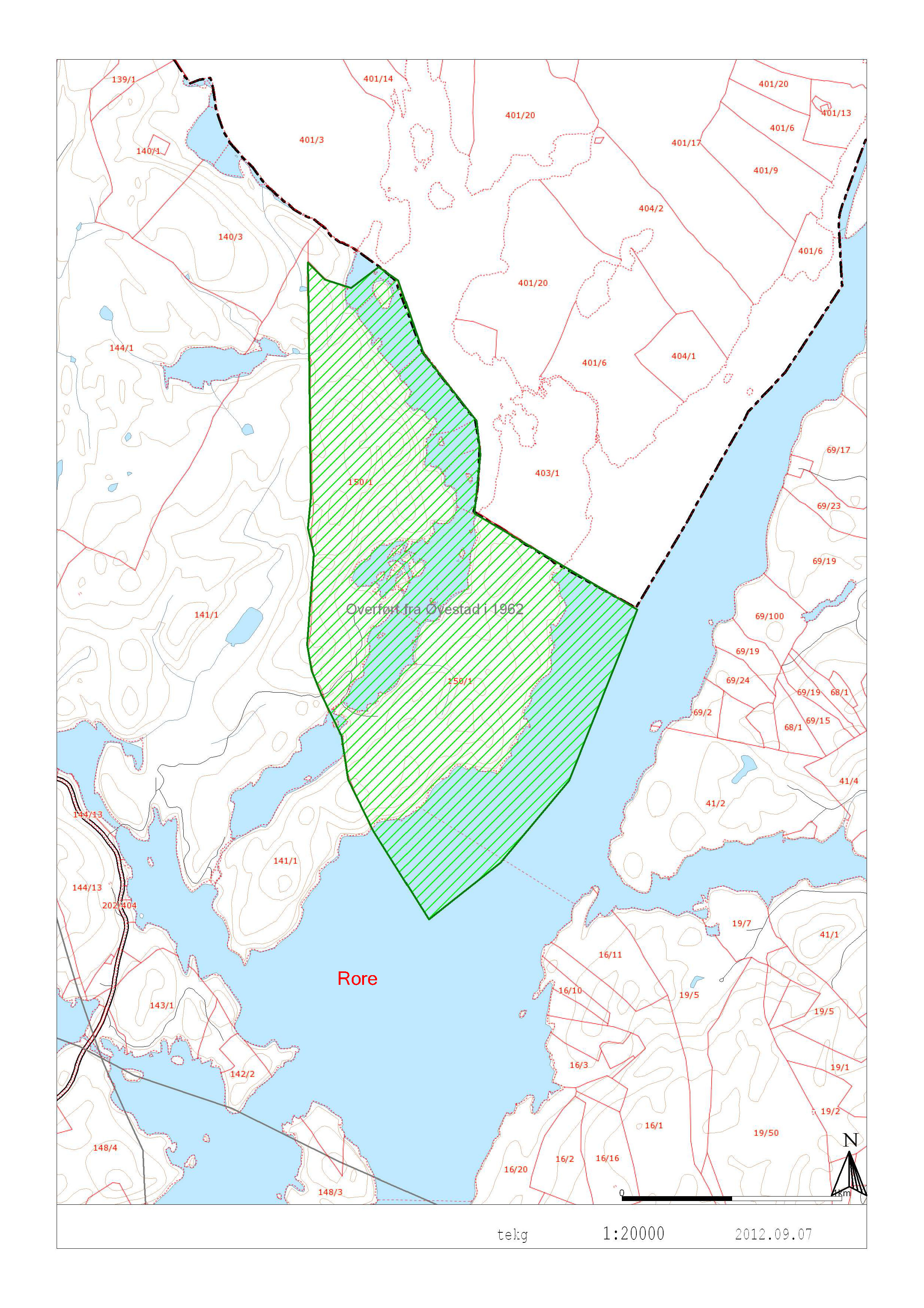
Det obebodda området (Salvestjenn) som 1962 överfördes från Øyestads kommun till Landviks kommun.